# Away We Go
Away We Go is een Amerikaanse tragikomische film uit 2009, geregisseerd door Sam Mendes. Het was de openingsfilm van het Internationaal filmfestival van Edinburgh 2009.

## Verhaal
Verona en Burt zijn onverwacht zwanger. Wanneer ze het heugelijke nieuws aan Burts extravagante ouders gaan vertellen, blijkt dat die besloten hebben naar België te verhuizen. En dat terwijl Burt en Verona net in de buurt zijn komen wonen. Burt en Verona beginnen vervolgens aan een reis door Amerika om bij verschillende vrienden en bekenden met kinderen op bezoek te gaan, in de hoop de juiste plek en wijze te vinden om hun kind op te voeden.

## Rolverdeling
- John Krasinski - Burt Farlander
- Maya Rudolph - Verona De Tessant
- Carmen Ejogo - Grace De Tessant
- Catherine O'Hara - Gloria Farlander
- Jeff Daniels - Jerry Farlander
- Allison Janney - Lily
- Jim Gaffigan - Lowell
- Samantha Pryor - Ashley
- Conor Carroll - Taylor
- Maggie Gyllenhaal - LN

## Soundtrack
1. "All My Days", Alexi Murdoch (4:57)
2. "Orange Sky", Alexi Murdoch (6:18)
3. "Blue Mind", Alexi Murdoch (5:45)
4. "Song For You, Alexi Murdoch (4:38)
5. "Breathe", Alexi Murdoch (4:18)
6. "Towards The Sun", Alexi Murdoch (4:40)
7. "Meet Me In The Morning", Bob Dylan (4:21)
8. "What Is Life", George Harrison (4:24)
9. "Golden Brown", The Stranglers (3:30)
10. "Wait", Alexi Murdoch (5:59)
11. "Oh! Sweet Nuthin", The Velvet Underground (7:28)
12. "The Ragged Sea", Alexi Murdoch (3:19)
13. "Crinan Wood", Alexi Murdoch (5:45)